# Fafe (gemeente)
Fafe is een plaats en gemeente in het Portugese district Braga.
De gemeente heeft een totale oppervlakte van 219 km² en telde 52.757 inwoners in 2001.

## Plaatsen in de gemeente
- Aboim
- Agrela
- Antime
- Ardegão
- Armil
- Arnozela
- Cepães
- Estorãos
- Fafe
- Fareja
- Felgueiras
- Fornelos
- Freitas
- Golães
- Gontim
- Medelo
- Monte
- Moreira do Rei
- Passos
- Pedraído
- Queimadela
- Quinchães
- Regadas
- Revelhe
- Ribeiros
- Santa Cristina de Arões
- São Clemente de Silvares
- São Gens
- São Martinho de Silvares
- São Romão de Arões
- Seidões
- Serafão
- Travassós
- Várzea Cova
- Vila Cova
- Vinhós

Amares · Barcelos · Braga · Cabeceiras de Basto · Celorico de Basto · Esposende · Fafe · Guimarães · Póvoa de Lanhoso · Terras de Bouro · Vieira do Minho · Vila Nova de Famalicão · Vila Verde · Vizela